# ČT sport
ČT sport (v letech 2006–2008 ČT4 Sport, 2008–2012 ČT4) je sportovní televizní stanice České televize. Byla spuštěna 10. února 2006 jako první sportovní veřejnoprávní stanice v Evropě. Převážnou část programu tvoří přenosy a záznamy ze sportovních akcí. Stanice vysílá nejdůležitější sportovní události, jako jsou olympijské hry či mistrovství světa, věnuje se také akcím s účastí českých sportovců a českým sportovním akcím.

## Historie
Stanice ČT4 Sport, v pořadí čtvrtý kanál České televize, zahájila vysílání 10. února 2006 při příležitosti zahájení Zimních olympijských her 2006 v Turíně, které se taky staly jejím prvním velkým projektem (souběžně je přenášel i kanál ČT2). Specializovaná stanice se stala prvním zcela sportovním veřejnoprávním kanálem v Evropě. V říjnu 2008 byla stanice přejmenována na ČT4 a v říjnu 2012 získala název ČT sport.
U příležitosti Mistrovství světa v ledním hokeji 2012 byl jako druhý HD kanál České televize spuštěn ČT sport HD, který sdílel svůj obsah s kanálem ČT sport.

## Způsob vysílání
Kanál je dostupný na pozemních sítích veřejnoprávního DVB-T2 multiplexu 21, v kabelových sítích či na satelitní televizi. Konkrétně jej lze naladit na orbitální pozici 23,5° východně v paketu Skylink, dále na orbitální pozici 1° západně v paketech Digi TV a UPC Direct. Stanice ČT sport vysílá na satelitu na rozdíl od ČT24 pouze kódovaně.
V DVB-T2 je stanice šířena pouze v HD.

## Loga stanice

Původní logo ČT4 Sport z let 2006–2007
Logo ČT4 Sport z let 2007–2008
Logo ČT4 z let 2008–2012
Logo HD verze ČT sport od roku 2012, v roce 2013 došlo ke drobné změně písma